# Then Swänska Argus
Then Swänska Argus var en veckotidskrift utgiven av författaren och historikern Olof von Dalin. 
Första numret av den första upplagan utkom anonymt den 13 december 1732, och det sista numret utkom under 1734. Then Swänska Argus hade de två engelska tidskrifterna The Tatler och The Spectator som tydlig förebild, och vissa av artiklarna i Argus var översättningar från dessa tidningar. Tidskriften behandlade moraliska, religiösa, politiska och ekonomiska frågor, ofta med kvick satir. 
Genom sin stora spridning och sitt moderna språkbruk fick tidskriften stor betydelse för det svenska språkets utveckling. Dalin föredrog en enklare språkstil än den då vanliga. Till exempel skrev han ordet "byggia" som bygga, och ordet "Kyrkhia" som kyrka. Olof von Dalin hyllade det svenska språket om det användes utan utländsk medverkan, och påverkan var så stor att dess utgivning har kommit att göra gräns mellan äldre och yngre nysvenska.